# The Great Gambler
Pour plus de détails, voir Fiche technique et Distribution.
The Great Gambler (en hindi Sabse Bada Zuari, hindi : सबसे बड़ा जुआरी, en français Le grand joueur) est un film d'action indien sorti en 1979. 
La distribution comprend Amitabh Bachchan, Zeenat Aman, Neetu Singh et Prem Chopra. Il a été réalisé par Shakti Samanta.

## Synopsis
Jay est un joueur expert, depuis aussi longtemps qu'il s'en souvienne et n'a jamais perdu une seule partie. Ces compétences attirent l'attention du parrain de la pègre Ratan Das, qui souhaite l'embaucher pour gagner de grosses sommes d'argent auprès de riches et les influencer pour qu'ils fassent ce qu'il veut. Jay accepte et joue avec succès, mais sans le savoir pour piéger Nath, qui travaille pour le gouvernement. Après avoir perdu de grosses sommes d'argent, il est victime de chantage pour révéler les plans d'une arme laser militaire top-secrète qui peut frapper n'importe quelle cible dans un rayon de 80 kilomètres et est recherché par un parrain de la pègre nommé Saxena. Lorsque la police indienne apprend cela, elle confie l'affaire à l'inspecteur Vijay, qui est un sosie de Jay.
Les chemins de Jay et de Vijay se croisent bientôt lorsqu'ils se rendent tous deux à Rome avec des missions distinctes.  Vijay est envoyé par l'un de ses anciens hommes de main pour récupérer les preuves contre le chef de la pègre Saxena et Jay est impliqué dans un stratagème lucratif dans lequel il épouserait Mala pour hériter de son argent. Mala, cependant, rencontre Vijay à l'aéroport de Rome et Vijay décide de l'accompagner pour découvrir qui est son sosie. Jai rencontre Shabnam, une danseuse de club qui le confond avec Vijay et qui a été envoyée par Saxena pour l'arrêter dans sa mission de découvrir les plans de Saxena. Il est révélé plus tard que Jay et Vijay sont en fait des frères jumeaux perdus depuis longtemps et qu'ils font équipe pour empêcher Saxena de récupérer l'arme laser.

## Distribution
- Amitabh Bachchan : Jay / Inspecteur CID Vijay (double rôle)
- Zeenat Aman : Shabnam
- Neetu Singh : Mala
- Prem Chopra : Ramesh / Abbasi
- Roopesh Kumar : Sethi
- Madan Puri : Ratan Das
- Sujit Kumar : Marconi
- Iftekhar : Deepchand
- Utpal Dutt : M. Saxena
- Helen : Monica (danseuse)
- Jagdish Raj : Nath
- Om Shivpuri : chef du CID M. Sen Verma (patron de l'inspecteur Vijay)
- Brahm Bhardwaj : agent secret indien aîné aux cheveux blancs à Rome

## Bande originale
Les textes sont d'Anand Bakshi. La musique est composée par Rahul Dev Burman.
| # | Chanson                          | Chanteur                                    |
| - | -------------------------------- | ------------------------------------------- |
| 1 | Tum Kitne Din Baad Mile          | Asha Bhosle                                 |
| 2 | O Deewanon Dil Sambhalo          | Asha Bhosle                                 |
| 3 | Raqqasa Mera Naam                | Asha Bhosle, Mohammed Rafi                  |
| 4 | Do Lafzon Ki Hai Dil Ki Kahaani  | Asha Bhosle, Sharad Kumar, Amitabh Bachchan |
| 5 | Pehle Pehle Pyaar Ki Mulaqaatein | Asha Bhosle, Kishore Kumar                  |